# سكوبلي
سكوبلي هي شركة أمريكية للترفيه التفاعلي ومطور وناشر لألعاب على الأجهزة المحمولة. يقع المقر الرئيسي للشركة في كولفر سيتي، كاليفورنيا، ولها مكاتب في جميع أنحاء الولايات المتحدة وأوروبا والشرق الأوسط وإفريقيا وآسيا.
لدى سكوبلي استوديوهات تطوير الألعاب الداخلية بالإضافة إلى شركاء مع استوديوهات تطوير خارجية لإنشاء ألعاب مجانية. تتعاون سكوبلي أيضًا مع أصحاب الملكية الفكرية لإنشاء ألعاب فيديو تعتمد على العلامات التجارية الترفيهية الشهيرة.
استحوذت مجموعة سافي جيمز المملوكة لصندوق الاستثمارات العامة السعودية على الشركة في يوليو 2023.

## تاريخ
تأسست شركة سكوبلي في عام 2011 على يد والتر درايفر وأنكور بولسارا وإريك فوتوران وإيتان الباز. في عام 2014، انضم خافيير فيريرا، المدير التنفيذي السابق لشركة Disney Interactive and Electronic Arts، إلى سكوبلي. وانضم تيم أوبراين، المدير التنفيذي السابق لشركة Disney Interactive، في عام 2014 ليشغل منصب الرئيس التنفيذي للإيرادات.
في أغسطس 2015، احتلت سكوبلي المرتبة التاسعة في قائمة Inc. التي تضم 5000 شركة الأسرع نموًا في أمريكا، والمرتبة الأولى في الولايات المتحدة.
وفي أكتوبر 2017، أعلنت الشركة أنها ستفتتح مكتبًا في برشلونة.
في مايو 2019، استحوذت الشركة على استوديوهات ألعاب DIGIT ومقرها دبلن، والتي تعاونت معها في لعبة الإستراتيجية المحمولة 4x Star Trek Fleet Command.
في يونيو 2019، أعلنت الشركة أن إيراداتها تجاوزت المليار دولار أمريكي.
في أبريل 2020، استحوذت سكوبلي أيضًا على استوديو ألعاب PierPlay، المتعاون معها في لعبة الكلمات المحمولة Scrabble GO.
في أكتوبر 2021، استحوذت شركة سكوبلي على قسم الألعاب عبر الإنترنت التابع لـ Game Show Network (GSN Games) من شركة Sony في صفقة نقدية وأسهم بقيمة مليار دولار. ونتيجة لذلك، استحوذت شركة Sony Pictures على حصة أقلية في الشركة.
أعلنت مجموعة سافي جروب عن نيتها الاستحواذ على شركة Scopely, Inc مقابل 4.9 مليار دولار في 5 أبريل 2023. تم الانتهاء من عملية الاستحواذ في 13 يوليو 2023.